# Revoluce

Eugène Delacroix: Svoboda vede lid 28. července 1830 (Červencová revoluce)

Revoluce (z lat. revolvere – převracet) je lidové povstání, jehož součástí je mimoprávní akce mas, kterou se usiluje o změnu politického systému, nikoli jen vládnoucí elity. Podle jiné definice je to „rychlá změna státní moci“ provázená zhroucením státu. Podle Ottova slovníku je revoluce „násilný převrat, který se děje ... silami vnitřního rozkladu“.
Filosof Roger Scruton tvrdí, že jak význam slova, tak jev, který označuje, se liší od definice k definici. Tvrdí také, že není pochyb o změnách, kterými definice tohoto termínu od jeho prvního použití v kontextu „slavné revoluce“ v Anglii roku 1688 prošla. V osmdesátých letech dvacátého století se však definice pojmu revoluce ustálila na vymezení následujícím: „dnes zřejmě znamená jakoukoli rozsáhlou přeměnu, k níž dochází zároveň na sociální a politické úrovni, a která znamená zmaření očekávání a sociální konformity, jež byly ustáleny v předcházejícím řádu natolik, že určovaly veškeré důležité formy sociální interakce“.
Kromě revolucí politických mohou být jako revoluce metaforicky označeny zásadní změny i v jiném oboru, příkladem může být třeba neolitická revoluce, vědecká revoluce nebo průmyslová revoluce v 19. století.

## Příčiny a průběh revoluce
Revoluce může mít mnoho příčin. Každá revoluce má 3 základní aspekty, které nemusí následovat vždy ve stejném pořadí, jsou to:
- kolaps státu,
- boj o moc
- a vznik nových politických institucí.

Nejčastější důvod kolapsu státu je hospodářské nebo vojenské zhroucení. Aspekty se mohou vyskytnout i samostatně nebo v neúplných kombinacích, například: kolaps státu bez boje o moc, kolaps státu s bojem o moc bez pokusu o vytvoření nových institucí, boj o moc a budování nových institucí bez kolapsu státu.
Nejčastěji probíhá revoluce formou lidového povstání, dále také formou rychlého převratu, občanské války nebo dlouhotrvající partyzánské války, ale známé jsou i nenásilné způsoby (Sametová revoluce, Únorová revoluce v Rusku aj.).

## Politická revoluce
V případě, že nejde o lidové povstání, jedná se o státní převrat, který je charakteristický tím, že jej provádějí zpravidla úzké skupiny lidí a nedochází při nich k vystoupení mas. Revoluce může být manipulována zvenčí – nějaká třetí strana, typicky cizí stát, může mít zájem na vypuknutí revoluce, a může vznik a průběh revoluce různě ovlivňovat, například tajným vyplácením finanční podpory jedné ze stran.
Podle Anthony Giddense se každá revoluce vyznačujeme třemi charakteristikami:
- musí splňovat charakter masového sociálního hnutí
- musí vést k procesu zásadních reforem nebo změn
- musí v ní být přítomna hrozba násilí či skutečné použití násilí ze strany účastníků

V průběhu revoluce dochází zpravidla k rozsáhlejším společenským změnám, které se netýkají jen výměny vládnoucích elit, ale i celkové změny společenského uspořádání. Velké revoluce jsou většinou spojeny s masovým násilím a chaosem, kdy na čas prakticky přestává působit státní moc včetně práva.

### Národně osvobozovací revoluce
Národně osvobozovací revoluce jsou zvláštním případem revoluce politické. Jedná se o násilné prosazení práva na sebeurčení národa, jehož cílem je vznik nezávislého národního státu. Velká vlna národně osvobozovacích revolucí proběhla v letech 1945 až 1975. Ještě v roce 1945 žila v koloniích a závislých státech větší polovina lidstva, získávání nezávislosti bylo zpočátku násilné (například Indonésie v letech 1945–1947), později probíhalo převážně mírovou cestou. V mnoha nově nezávislých zemích však vypukly i dlouholeté občanské války (Indie, africké země).

## Sociální revoluce
Sociální revoluce (z lat. socialis – družný, společenský, a z lat. revolvere – převracet) je rychlý zvrat, který způsobí změnu ve společnosti. Jedná se o takové společenské změny, které mění postavení jednotlivých společenských vrstev. Opakem je sociální evoluce, kdy dochází k přirozenému vývoji společnosti.

## Tichá revoluce
Pojem tichá revoluce zmiňuje na počátku 70. let americký politolog a sociolog Ronald Franklin Inglehart. Jakou tichou revoluci označuje odklon obyvatel vyspělých států od orientace na materiální hodnoty, přičemž jejich pozornost se obrací naopak k postmateriálním kvalitám života, jako jsou lidská pospolitost nebo individuální seberealizace. Tento jev zdůvodňuje Inglehart nárůstem vzdělanosti a přeměnou industriální společnosti v postindustriální. Člověk se ocitá v nové sociální realitě, na kterou reaguje změnou životních postojů a vytvářením nových žebříčkům hodnot a přehodnocováním priorit. Tato proměna má dopad na celou řadu oblastí lidského života. Týká se postojů v oblasti politiky, přístupu k ekologickým tématům, manželství, rodině i náboženství.

## Revoluce hlav a srdcí
Revoluce hlav a srdcí je opakem revoluce pěstí a za použití násilí. Ke skutečné přeměně společnosti je možné dojít jedině vnitřní proměnou každého jednotlivce. Té lze dosáhnout hledáním sebe sama, vnitřním sebepoznáním, duchovním obrozováním. Klíčovými hodnotami jsou vzdělanost a mravnost. Bez rev. h. a s. jsou sociální a politické změny pouze povrchní.
Myšlenka se v českých dějinách objevuje u K. H. Borovského a F. Palackého, silně ji pak rozvíjí především T. G. Masaryk. Vyzdvihuje vnitřní přerod člověka a obrat k ideálu humanitnímu. Důraz klade nejen na rozum (hlava), ale také na cit (srdce). „Je-li humanita cílem všeho myšlení, musí být cílem všeho snažení. Humanita jen humanitními prostředky se dobude – osvícenou hlavou a teplým srdcem.“
L. Wittgenstein tento přerod nazývá „duchovním obratem“, S. Kierkegaard zase hovoří o „skoku do víry“.

## Teorie revoluce
Teorie revoluce se snaží vysvětlit konkrétní revoluční zvraty a zkoumá formy boje a jeho výsledky.V průběhu dějin se revolucí zabývalo mnoho filozofů a politických myslitelů, jejich názory se však podstatně liší.
Antický filozof Platón zastával ten názor, že všechny státy musí zažít revoluci, která svrhne aristokracii. Anglický filozof John Locke se domníval, že revoluce je správná v případě, že králové nehájí práva svého lidu. Podle Thomase Hobbese jsou chaos a krveprolití, které způsobí revoluce, mnohdy horší než tyranie. Niccolo Machiavelli tvrdil, že revoluce hrozí pouze slabým vládcům
Podle Andrewa Heywooda můžeme teorie rozdělit do dvou hlavních skupin:
1. marxistické teorie
2. nemarxistické teorie

Marxistické teorie vnímají proces revoluce zvláštním způsobem. Podstatu revoluce spatřují v hlubší sociální změně a v celkovém přetvoření stávajícího ekonomického systému. Revoluce vzniká jako projev rozporu mezi vykořisťovateli a vykořisťovanými. Je to dlouhodobý proces sociálních změn směřující ke vzniku beztřídní společnosti.
Nemarxistické teorie mají mnoho společného s marxistickými teoriemi, ale podstatu revoluce spatřují spíše v přeměně politického (nikoli sociálního) systému. Na rozdíl od marxistického pohledu není revoluce chápana jako nutná a nevyhnutelná součást zákonitého procesu.
Mezi další myslitele, kteří se zabývali teorií revoluce, patří:
Aristoteles, Polybios, Mikuláš Kusánský, Edmund Burke, Jean Bodin, Alexis de Tocqueville, Émile Durkheim, James Davies, Ted Gurr, Samuel Huntington, Jan Tserclaes Tilly, Theda Skocpolová a další.

## Příklady důležitých revolucí

### Velká francouzská revoluce 1789
Tato revoluce byla přelomem, neboť neodstranila pouze dočasné problémy, ale celý dosavadní politický řád. Velká francouzská revoluce přinesla změnu v chápání pojmu revoluce i jako vytvoření nové organizace společnosti.

### Revoluce 1830
Cílem této revoluce bylo svrhnutí Bourbonů ve Francii, které propuklo v červenci 1830. Lid byl nespokojen s vládou Karla X. Po dobytí královského paláce v Paříži byl pokus o vyhlášení republiky potlačen. Rozpad monarchie nastal až v roce 1848.

### Revoluce 1848–1849
Vlna revolucí, která probíhala téměř ve všech evropských zemích. Hlavní podnětem byla nespokojenost s absolutistickými monarchistickými režimy. Tato revoluce přinesla odstranění poddanství a jiných feudálních vazeb.

### Říjnová revoluce
Jedná se o bolševický převrat v listopadu 1917 v Rusku, který byl charakterizován silným mocenským bojem mezi bolševiky a menševiky. V lednu 1918 převzali moc bolševici v čele s komunistickým politikem V. I. Leninem. Tato revoluce se řadí mezi jedny z nejvýznamnějších nejen v ruských, ale i ve světových dějinách.

### Kubánská revoluce 1959
Fidel Castro vytvořil na Kubě komunistický stát, ve kterém občanům upřel základní politická práva a svobody. Obchod a průmysl byl zcela řízen státním aparátem a majetek cizích firem byl zabaven. Napjaté kubánsko-americké vztahy zapříčinily několik celosvětově významných krizí, jako byla invaze v zátoce Sviní roku 1961 nebo kubánská raketová krize 1962.

### Íránská revoluce 1979
Írán se stal islámskou republikou řízenou šíitskými fundamentalisty a nastolil tak až do současnosti vedenou nepřátelskou politiku vůči Spojeným státům a západu obecně. Jde o jednu z nejvýznamnějších mezinárodních politických událostí druhé poloviny 20. století.